# Hemielimaea tonkinensis
Hemielimaea tonkinensis är en insektsart som beskrevs av Carl August Dohrn 1906. Hemielimaea tonkinensis ingår i släktet Hemielimaea och familjen vårtbitare. Inga underarter finns listade i Catalogue of Life.